# Onno Govaert
Onno Govaert (* 1987 in Kaatsheuvel, Loon op Zand) ist ein niederländischer Jazz- und Improvisationsmusiker (Schlagzeug).

## Leben und Wirken
Govaert spielte bereits mit elf Jahren in einer Punkband und arbeitete bereits während seiner Schulzeit mit Jazzmusikern wie Eric Vloeimans und Harmen Fraanje. Schließlich zog er nach Amsterdam, um Jazz-Schlagzeug zu studieren, und schloss 2008 sein Studium am Conservatorium van Amsterdam mit Auszeichnung ab. In den folgenden Jahren trat Govaert im Bimhuis Amsterdam auf, unter anderem mit einer Carte Blanche 2013, und nahm an zwei Young VIPS-Touren für junge niederländische Talente teil. Des Weiteren arbeitete er mit Musikern wie Kaja Draksler, Ab Baars, Wilbert de Joode, Terrie Ex, Andy Moor, Arthur Doyle, Dave Rempis, Frank Rosaly, Michael Moore, Michael Vatcher, Theo Loevendie, Trevor Dunn, Shazad Ismaily, Benoît Delbecq, Audrey Chen, Joost Buis, Tobias Klein, Peter Jacquemyn, Ig Henneman, Luís Vicente und Lori Freedman.
Govaert gastierte auf führenden europäischen Festivals, darunter in Moers, Cerkno, Reykjavik, Kosice, Jazzmarathon Brüssel, Borealis und auf ArtActs. Im Bereich des Jazz war er laut Tom Lord zwischen 2011 und 2022 an 17 Aufnahmesessions beteiligt.
Onno Govaert ist Bruder der Rockmusikerinnen Anna und Jacqueline Govaert.

## Diskographische Hinweise
- Bram Stadhouders & Onno Govaert: Enderra (2008)
- Onno Govaert, Marcelo dos Reis, Luís Vicente, Kristján Martinsson: In Layers (FMR Records, 2016)
- José Lencastre, Raoul van der Weide, Onno Govaert: Spirit in Spirit Live at Zaal 100 (FMR Records, 2019)
- Ada Rave, Aaron Lumley, Onno Govaert: Bioluminus (Doek Raw, 2022)
- The Attic: Love Ghosts (NoBusiness Records, 2022), mit Gonçalo Almeida, Rodrigo Amado
- Luís Vicente 4tet: House in the Valley (Clean Feed Records, 2023)
- Twenty One 4Tet / Luís Vicente, John Dikeman, Wilbert de Joode & Onno Govaert: Live at Zaal 100 (2024)
- The Attic & Eve Risser: La Grande Crue (NoBusiness, 2924)